# Brofaromina
Brofaromina (Consonar®) é um inibidor reversível da monoamina oxidase A, útil principalmente no tratamento para depressão clínica e ansiedade. Não está disponível comercialmente e não tem sido ativamente pesquisada, possivelmente devido a falta de interesse comercial.

## Farmacologia
A brofaromina é um inibidor reversível da monoamina oxidase A (IRMA) — um tipo de IMAO – e age sobre a adrenalina (epinefrina), noradrenalina (norepinefrina) e dopamina. Ao contrário dos outros IMAOs, não apresentam complicações cardiovasculares (hipertensão), encefalopatia hepática ou hipertermia.